# Richard Wolters
Richard Wolters (* 25. Oktober 1897 in Thiede; † 4. Dezember 1975 in Salzgitter) war ein deutscher Politiker (KPD) und Mitglied des  Ernannten Braunschweigischen Landtages.

## Leben
Richard Wolters war von Beruf Schlosser in Büssing und ab 1938 Inhaber eines Transportunternehmens. Vor 1933 war er Gemeinde- und Kreisverordneter der KPD. Im Dezember 1945 wurde Wolters Stadtverordneter von Watenstedt-Salzgitter. Vom 21. Februar 1946 bis 21. November 1946 war er Mitglied des Ernannten Braunschweigischen Landtages.